# P-groep
In de groepentheorie, een deelgebied van de wiskunde, is een p-groep, met {\displaystyle p} een priemgetal, een periodieke groep waarin elk element een macht van {\displaystyle p} als orde heeft. Dat houdt in dat er voor elk element {\displaystyle g} van de groep een niet-negatief geheel getal {\displaystyle n} bestaat, zodanig dat 
{\displaystyle g^{p^{n}}=\underbrace {g\cdot g\cdot \ldots \cdot g} _{p^{n}}=e},
met {\displaystyle e} het identiteitselement van de groep. 
Zulke groepen worden ook wel p-primair of simpelweg primair genoemd.
Een eindige groep is dan en slechts dan een {\displaystyle p}-groep als de orde (het aantal elementen) een macht van {\displaystyle p} is. De prüfer-groep is een voorbeeld van een oneindige abelse {\displaystyle p}-groep, en de tarski-monstergroep is een voorbeeld van een oneindige enkelvoudige {\displaystyle p}-groep.